# Emberiza tristrami
Escrevedeira-de-tristram ou escrevedeira-do-amur (Emberiza tristrami) é uma espécie de ave da família Emberizidae.
Pode ser encontrada nos seguintes países: China, Japão, Coreia do Norte, Coreia do Sul, Laos, Myanmar, Rússia, Taiwan, Tailândia e Vietname.
Os seus habitats naturais são: florestas boreais.